# Chase Winovich
Chase Winovich (Jefferson Hills, 19 aprile 1995) è un ex giocatore di football americano statunitense che ha militato nel ruolo di defensive end nella National Football League (NFL).

## Carriera

### New England Patriots
Winovich fu scelto nel corso del terzo giro (77º assoluto) del Draft NFL 2019 dai New England Patriots. Debuttò come professionista subentrando nella gara del primo turno contro i Pittsburgh Steelers mettendo a segno un tackle. Sette giorni dopo fu premiato come rookie della settimana dopo avere messo a segno 1,5 sack nella vittoria sui Miami Dolphins. La sua prima stagione si chiuse con 26 tackle e 5,5 sack disputando tutte le 16 partite, nessuna delle quali come titolare.

### Cleveland Browns
Il 16 marzo 2022 Winovich fu scambiato con i Cleveland Browns per Mack Wilson.

## Palmarès
- Rookie della settimana: 1

2ª del 2019